# Ачкіназі Ігор Веніамінович
Ігор Веніамінович Ачкіназі (рос. Ачкинази Игорь Вениаминович; нар. 25 червня 1954, Сімферополь — пом. 10 березня 2006, Сімферополь) — радянський та український історик, археолог та етнолог-кримознавець.

## Життєпис
Народився 25 червня 1954 року в Сімферополі в сім'ї чоботаря. Батько — Веніамін Мойсейович (Борис Михайлович) Ачкіназі (1927—1992), за походженням кримчак, випускник історичного факультету Сімферопольського державного університету імені М. В. Фрунзе (1976), ініціатор створення і перший голова (1989—1992) Кримського товариства кримчаків «Къримчахлар». Мати — росіянка.
У 1981 році закінчив Сімферопольський державний університет імені М. В. Фрунзе. У 1980—1985 роках працював у Відділі археології Криму Інституту археології АН УРСР, брав участь у археологічних дослідженнях. У 1986—1989 роках був співробітником відділу охорони пам'яток Кримського облвиконкому, де розробив методику паспортизації пам'яток археології. У 1989 році почав працювати в науково-дослідницькій лабораторії Сімферопольського державного університету, в якій розпочав дослідження з історії та культури кримчаків. З 1992 року працював у Кримському відділенні Інституту сходознавства імені А. Ю. Кримського НАН України.
28 січня 2000 року в Києві захистив кандидатську дисертацію на тему: «Кримчаки (Проблема формування спільності та її етнічна історія до 1913 р.)» (науковий керівник — кандидат історичних наук, доцент А. Г. Герцен). Брав участь у наукових конференціях з проблем історії Криму, юдаїки та релігієзнавства. Мав понад 85 наукових публікацій, зокрема з історії та етнокультури народів Криму.
Помер 10 березня 2006 року в Сімферополі.

## Громадська діяльність
Був одним із організаторів та членів правління Кримського республіканського культурно-просвітницького товариства кримчаків «Къримчахлар». У 1992 році в Сімферополі очолив першу після Другої світової війни кримчацьку релігійну організацію «Къагал аКодеш за ритуалом Кафи». У 2004 році в Сімферополі спільно з Юрієм Пуримом ініціював створення Історико-етнографічного музею кримчаків.
30 квітня 2004 року за розпорядженням Ради міністрів Автономної Республіки Крим увійшов до складу робочої групи з вивчення питань, пов'язаних з відновленням історичної топоніміки Криму.
У 2004 році удостоєний премії імені Євсея Пейсаха, заснованої в 1990 Кримським республіканським фондом культури, що вручається «за краще дослідження в галузі історії та культури кримчацького народу».

## Пам'ять
- У 2015 році ім'я Ігоря Веніаміновича Ачкіназі присвоєно Народному історико-етнографічному музею кримчаків[9].
- На будинку в Сімферополі на вул. Мічуріна, де жили В. М. та І. В. Ачкіназі, встановлено меморіальну дошку[12].
- У квітні 2021 року було презентовано документальний фільм «Династія кримчаків Ачкіназі», присвячений Борису Михайловичу (Веніаміну Мойсейовичу) Ачкіназі та членам його родини. Документальний фільм знято за грантової підтримки Державного комітету у справах міжнаціональних відносин Республіки Крим з ініціативи товариства «Къримчахлар»[13].